# Arvid de Kleijn
Arvid de Kleijn (Herveld, 21 de março de 1994) é um ciclista holandês membro da equipa Rally Cycling.

## Palmarés
- 2016
- Paris-Tours sub-23

- 2017
  - 1 etapa do Tour de Loir-et-Cher
- Antwerpse Havenpijl
- Prêmio Nacional de Clausura

- 2019
  - 1 etapa do Volta à Normandia
  - 1 etapa do Tour de Loir-et-Cher
- Midden Brabant-Poort Omloop
  - 1 etapa da Corrida da Solidariedade e dos Campeões Olímpicos
  - 1 etapa do Kreiz Breizh Elites
- Druivenkoers Overijse

- 2021
  - 1 etapa do Volta à Turquia[1]

## Equipas
- Jo Piels (2015-2016)
- Baby-Dump (2017)
- Metec-TKH-Mantel (2018-2019)
- Riwal (2020)
  - Riwal Readynez Cycling Team (01.2020-08.2020)
  - Riwal Securitas Cycling Team (08.2020-12.2020)
- Rally Cycling (2021-)